# Liste der Baudenkmale in Potsdam/M
Dieser Teil der Liste beinhaltet die Denkmale in Potsdam, die sich in Straßen befinden, die mit M beginnen. Der Stand der Liste ist der 31. Dezember 2020.

## Legende
In den Spalten befinden sich folgende Informationen:
- ID-Nr.: Die Nummer wird vom Brandenburgischen Landesamt für Denkmalpflege vergeben. Ein Link hinter der Nummer führt zum Eintrag über das Denkmal in der Denkmaldatenbank. In dieser Spalte kann sich zusätzlich das Wort Wikidata befinden, der entsprechende Link führt zu Angaben zu diesem Denkmal bei Wikidata.
- Lage: die Adresse des Denkmales und die geographischen Koordinaten. Link zu einem Kartenansichtstool, um Koordinaten zu setzen. In der Kartenansicht sind Denkmale ohne Koordinaten mit einem roten beziehungsweise orangen Marker dargestellt und können in der Karte gesetzt werden. Denkmale ohne Bild sind mit einem blauen bzw. roten Marker gekennzeichnet, Denkmale mit Bild mit einem grünen beziehungsweise orangen Marker.
- Bezeichnung: Bezeichnung in den offiziellen Listen des Brandenburgischen Landesamtes für Denkmalpflege. Ein Link hinter der Bezeichnung führt zum Wikipedia-Artikel über das Denkmal.
- Beschreibung: die Beschreibung des Denkmales
- Bild: ein Bild des Denkmales und gegebenenfalls einen Link zu weiteren Fotos des Baudenkmals im Medienarchiv Wikimedia Commons

## Baudenkmale
| ID-Nr.   | Lage                                                                                        | Bezeichnung | Beschreibung | Bild |
| -------- | ------------------------------------------------------------------------------------------- | --- | --- | --- |
| 09156651 | Berliner Vorstadt Mangerstraße 8 (Lage)                                                     | Gärtnerwohnhaus mit Vorgarten und straßenseitiger Einfriedung                                                                 | | Gärtnerwohnhaus mit Vorgarten und straßenseitiger Einfriedung |
| 09156582 | Berliner Vorstadt Mangerstraße 14, 14a, Helmholtzstraße 12 (Lage)                           | Mietwohnhaus | Bauherr: Ernst Petzholtz, Hofbau- und Hofmaurermeister Baujahr: 1895/96 Baumeister: Ernst Petzholtz | weitere Bilder |
| 09155728 | Berliner Vorstadt Mangerstraße 19 (Lage)                                                    | Mietwohnhaus mit Vorgarten und Resten der Einfriedung                                                                         | Bauherr: Ernst Petzholtz, Hofbau- und Hofmaurermeister Baujahr: 1897–1901 Baumeister: Ernst Petzholtz | weitere Bilder |
| 09155729 | Berliner Vorstadt Mangerstraße 23 (Lage)                                                    | Mietwohnhaus mit Vorgarten, Einfriedung und Springbrunnen                                                                     | Bauherr: Ernst Petzholtz, Hofbau- und Hofmaurermeister Baujahr: 1893/94 Baumeister: Ernst Petzholtz | Mietwohnhaus mit Vorgarten, Einfriedung und Springbrunnen |
| 09155730 | Berliner Vorstadt Mangerstraße 24, 25 (Lage)                                                | Mietwohnhaus, Doppelhaus | Bauherr: Ernst Petzholtz, Hofbau- und Hofmaurermeister Baujahr: 1892/93 Baumeister: Ernst Petzholtz | weitere Bilder |
| 09155731 | Berliner Vorstadt Mangerstraße 26 (Lage)                                                    | Mietwohnhaus mit Vorgarten und Einfriedung                                                                                    | | weitere Bilder |
| 09155732 | Berliner Vorstadt Mangerstraße 27 (Lage)                                                    | Mietwohnhaus | | Mietwohnhaus |
| 09155733 | Berliner Vorstadt Mangerstraße 29 (Lage)                                                    | Landhaus Bolle mit Vorgarten und Einfriedung                                                                                  | | Landhaus Bolle mit Vorgarten und Einfriedung |
| 09157248 | Berliner Vorstadt Mangerstraße 32 (Lage)                                                    | Villa mit Garten, Einfriedung und Wegepflasterung                                                                             | | Villa mit Garten, Einfriedung und Wegepflasterung |
| 09155734 | Berliner Vorstadt Mangerstraße 34-36 (Lage)                                                 | Villa von Hardt | | Villa von Hardt |
| 09156216 | Babelsberg Süd Marlene-Dietrich-Allee 20 (Lage)                                             | UFA-Fahrradhalle (Haus 30) | | [[Vorlage:Bilderwunsch/code!/C:52.390055,13.120299!/D:Babelsberg Süd Marlene-Dietrich-Allee 20, UFA-Fahrradhalle (Haus 30)!/\|BW]] |
| 09156217 | Babelsberg Süd Marlene-Dietrich-Allee 20 (Lage)                                             | UFA-Trickatelier (Haus 31) | | [[Vorlage:Bilderwunsch/code!/C:52.389583,13.120396!/D:Babelsberg Süd Marlene-Dietrich-Allee 20, UFA-Trickatelier (Haus 31)!/\|BW]] |
| 09156218 | Babelsberg Süd Marlene-Dietrich-Allee 20 (Lage)                                             | UFA-Bürogebäude (Haus 37a) | | [[Vorlage:Bilderwunsch/code!/C:52.390202,13.120525!/D:Babelsberg Süd Marlene-Dietrich-Allee 20, UFA-Bürogebäude (Haus 37a)!/\|BW]] |
| 09156219 | Babelsberg Süd Marlene-Dietrich-Allee 20 (Lage)                                             | UFA-Pförtnergebäude (Haus 52)                                                                                                 | | [[Vorlage:Bilderwunsch/code!/C:52.390166,13.120873!/D:Babelsberg Süd Marlene-Dietrich-Allee 20, UFA-Pförtnergebäude (Haus 52)!/\|BW]] |
| 09156221 | Babelsberg Süd Marlene-Dietrich-Allee 20 (Lage)                                             | Kunstblumenfabrik Hachenberg & Co., erstes Filmstudio der Deutschen Bioscop GmbH                                              | | Kunstblumenfabrik Hachenberg & Co., erstes Filmstudio der Deutschen Bioscop GmbH |
| 09156222 | Babelsberg Süd Marlene-Dietrich-Allee 20 (Lage)                                             | Kastanienallee | | [[Vorlage:Bilderwunsch/code!/C:52.389796,13.120922!/D:Babelsberg Süd Marlene-Dietrich-Allee 20, Kastanienallee!/\|BW]] |
| 09156175 | Bornim Marquardter Chaussee (Lage)                                                          | Schweinemästerei | | [[Vorlage:Bilderwunsch/code!/C:52.432763,12.992945!/D:Bornim Marquardter Chaussee, Schweinemästerei!/\|BW]] |
| 09156169 | Nördliche Innenstadt Mauerstraße 3 (Lage)                                                   | Mietwohnhaus mit Einfriedung                                                                                                  | | Mietwohnhaus mit Einfriedung |
| 09156583 | Nördliche Innenstadt Mauerstraße 5 (Lage)                                                   | Mietwohnhaus mit Vorgarten und Resten der Einfriedung                                                                         | | Mietwohnhaus mit Vorgarten und Resten der Einfriedung |
| 09156584 | Nördliche Innenstadt Mauerstraße 6 (Lage)                                                   | Mietwohnhaus mit Vorgarten und Stallgebäude                                                                                   | | Mietwohnhaus mit Vorgarten und Stallgebäude |
| 09156176 | Bornim Max-Eyth-Allee (Lage)                                                                | Turm, Mauer, Substruktion und Gehölze des Ökonomiegehöftes Bornim                                                             | Das Ökonomiegehöft Bornim wurde 1844 nach Plänen von Ludwig Persius errichtet. Von den Gebäuden haben sich nur Grundmauern und der Turm erhalten. | Turm, Mauer, Substruktion und Gehölze des Ökonomiegehöftes Bornim |
| 09156585 | Bornim Max-Eyth-Allee 44a (Lage)                                                            | Kulturhaus des Instituts für Mechanisierung der Landwirtschaft mit Freiflächen                                                | Der Entwurf für das Kulturhaus stammt von Rolf Göpfert. Das Gebäude stammt aus dem Jahr 1964. | weitere Bilder |
| 09156178 | Brandenburger Vorstadt Meistersingerstraße 2 (Lage)                                         | Mietwohnhaus, Vorgarten mit Einfriedung, Brunnen und Resten der Gartenanlage, Wohnstätte des Kirchenhistorikers K.-H. Schäfer | | Mietwohnhaus, Vorgarten mit Einfriedung, Brunnen und Resten der Gartenanlage, Wohnstätte des Kirchenhistorikers K.-H. Schäfer |
| 09156652 | Brandenburger Vorstadt Meistersingerstraße 18 (Lage)                                        | Mietwohnhaus mit Gartenhaus, Vorgarten, Hof- und Mietergarten                                                                 | | Mietwohnhaus mit Gartenhaus, Vorgarten, Hof- und Mietergarten |
| 09156179 | Brandenburger Vorstadt Meistersingerstraße 20 (Lage)                                        | Hasenheyer-Stift mit Einfriedung                                                                                              | | Hasenheyer-Stift mit Einfriedung |
| 09156653 | Berliner Vorstadt Menzelstraße 11 (Lage)                                                    | Villenartiges Mietwohnhaus | | [[Vorlage:Bilderwunsch/code!/C:52.414888,13.082445!/D:Berliner Vorstadt Menzelstraße 11, Villenartiges Mietwohnhaus!/\|BW]] |
| 09156070 | Babelsberg Süd Merkurstraße 10 (Lage)                                                       | Wohnhaus von Bruno H. Bürgel einschließlich Gedenktafel                                                                       | | Wohnhaus von Bruno H. Bürgel einschließlich Gedenktafel |
| 09156200 | Brandenburger Vorstadt Mertz-von-Quirnheim-Straße 1a-f, 2, 3, 4, 4a-c, 5, 5a-d, 6, 8 (Lage) | Städtisches Elektrizitätswerk mit Schalthaus, Maschinen- und Kesselhaus, Transformatorenhaus sowie Werkstattgebäude           | | [[Vorlage:Bilderwunsch/code!/C:52.389744,13.032837!/D:Brandenburger Vorstadt Mertz-von-Quirnheim-Straße 1a-f, 2, 3, 4, 4a-c, 5, 5a-d, 6, 8, Städtisches Elektrizitätswerk mit Schalthaus, Maschinen- und Kesselhaus, Transformatorenhaus sowie Werkstattgebäude!/\|BW]] |
| 09155824 | Templiner Vorstadt Michendorfer Chaussee 102 (Lage)                                         | Sowjetischer Ehrenfriedhof | Der Friedhof im Wald südlich der Stadt wurde Ende der 1940er Jahre angelegt. Hier wurden zunächst sowjetische Kriegsopfer beigesetzt, später auch in der DDR stationierte Soldaten und ihre Angehörigen. Die letzte Beisetzung fand 1986 statt. Es ist der größte sowjetische Friedhof in Deutschland. | weitere Bilder |
| 09156840 | Nördliche Innenstadt Mittelstraße (Lage)                                                    | Straßenzug in der II. Barocken Stadterweiterung                                                                               | | Straßenzug in der II. Barocken Stadterweiterung |
| 09155649 | Nördliche Innenstadt Mittelstraße 1 (Lage)                                                  | Barockes Typenhaus | | Barockes Typenhaus |
| 09155650 | Nördliche Innenstadt Mittelstraße 2 (Lage)                                                  | Barockes Typenhaus, ohne Seitenflügel                                                                                         | | Barockes Typenhaus, ohne Seitenflügel |
| 09155651 | Nördliche Innenstadt Mittelstraße 3 (Lage)                                                  | Barockes Typenhaus | | Barockes Typenhaus |
| 09155652 | Nördliche Innenstadt Mittelstraße 5 (Lage)                                                  | Barockes Typenhaus, ohne rechten Seitenflügel und Quergebäude                                                                 | | Barockes Typenhaus, ohne rechten Seitenflügel und Quergebäude |
| 09155653 | Nördliche Innenstadt Mittelstraße 6 (Lage)                                                  | Barockes Typenhaus | | Barockes Typenhaus |
| 09155654 | Nördliche Innenstadt Mittelstraße 7 (Lage)                                                  | Barockes Typenhaus | | Barockes Typenhaus |
| 09155655 | Nördliche Innenstadt Mittelstraße 8 (Lage)                                                  | Barockes Typenhaus, ohne Seitenflügel                                                                                         | Museum Jan Bouman Haus | weitere Bilder |
| 09155656 | Nördliche Innenstadt Mittelstraße 9 (Lage)                                                  | Barockes Typenhaus, ohne Seitenflügel                                                                                         | | Barockes Typenhaus, ohne Seitenflügel |
| 09155657 | Nördliche Innenstadt Mittelstraße 10 (Lage)                                                 | Barockes Typenhaus, ohne linken Seitenflügel und Quergebäude                                                                  | | Barockes Typenhaus, ohne linken Seitenflügel und Quergebäude |
| 09155658 | Nördliche Innenstadt Mittelstraße 11 (Lage)                                                 | Barockes Typenhaus, einschließlich des Fachwerkgebäudes, ohne rechten Seitenflügel                                            | | Barockes Typenhaus, einschließlich des Fachwerkgebäudes, ohne rechten Seitenflügel |
| 09155659 | Nördliche Innenstadt Mittelstraße 12 (Lage)                                                 | Barockes Typenhaus, ohne Seitenflügel und Quergebäude                                                                         | | Barockes Typenhaus, ohne Seitenflügel und Quergebäude |
| 09155660 | Nördliche Innenstadt Mittelstraße 13 (Lage)                                                 | Barockes Typenhaus | | Barockes Typenhaus |
| 09155661 | Nördliche Innenstadt Mittelstraße 14 (Lage)                                                 | Barockes Typenhaus, ohne Quergebäude                                                                                          | | Barockes Typenhaus, ohne Quergebäude |
| 09155662 | Nördliche Innenstadt Mittelstraße 15 (Lage)                                                 | Barockes Typenhaus | | Barockes Typenhaus |
| 09155663 | Nördliche Innenstadt Mittelstraße 16 (Lage)                                                 | Barockes Typenhaus, ohne Seitenflügel                                                                                         | | Barockes Typenhaus, ohne Seitenflügel |
| 09155664 | Nördliche Innenstadt Mittelstraße 17 (Lage)                                                 | Barockes Typenhaus | | Barockes Typenhaus |
| 09155665 | Nördliche Innenstadt Mittelstraße 18 (Lage)                                                 | Barockes Typenhaus | | Barockes Typenhaus |
| 09155666 | Nördliche Innenstadt Mittelstraße 19 (Lage)                                                 | Barockes Typenhaus, ohne Seitenflügel                                                                                         | | Barockes Typenhaus, ohne Seitenflügel |
| 09155667 | Nördliche Innenstadt Mittelstraße 20 (Lage)                                                 | Barockes Typenhaus, ohne linken Seitenflügel                                                                                  | | Barockes Typenhaus, ohne linken Seitenflügel |
| 09155668 | Nördliche Innenstadt Mittelstraße 21 (Lage)                                                 | Barockes Typenhaus, einschließlich des rechten Fachwerkgebäudes                                                               | | Barockes Typenhaus, einschließlich des rechten Fachwerkgebäudes |
| 09155669 | Nördliche Innenstadt Mittelstraße 22 (Lage)                                                 | Barockes Typenhaus, ohne rechten Seitenflügel                                                                                 | | Barockes Typenhaus, ohne rechten Seitenflügel |
| 09155670 | Nördliche Innenstadt Mittelstraße 23 (Lage)                                                 | Barockes Typenhaus, ohne rechten Seitenflügel                                                                                 | | Barockes Typenhaus, ohne rechten Seitenflügel |
| 09155671 | Nördliche Innenstadt Mittelstraße 24 (Lage)                                                 | Barockes Typenhaus, einschließlich des linken Fachwerkgebäudes                                                                | | Barockes Typenhaus, einschließlich des linken Fachwerkgebäudes |
| 09155672 | Nördliche Innenstadt Mittelstraße 25 (Lage)                                                 | Barockes Typenhaus, ohne Seitenflügel                                                                                         | | Barockes Typenhaus, ohne Seitenflügel |
| 09155673 | Nördliche Innenstadt Mittelstraße 26 (Lage)                                                 | Barockes Typenhaus, ohne Seitenflügel und Quergebäude                                                                         | | Barockes Typenhaus, ohne Seitenflügel und Quergebäude |
| 09155674 | Nördliche Innenstadt Mittelstraße 27 (Lage)                                                 | Barockes Typenhaus, ohne Seitenflügel                                                                                         | | Barockes Typenhaus, ohne Seitenflügel |
| 09155675 | Nördliche Innenstadt Mittelstraße 28 (Lage)                                                 | Barockes Typenhaus, ohne Seitenflügel und Quergebäude                                                                         | | Barockes Typenhaus, ohne Seitenflügel und Quergebäude |
| 09155676 | Nördliche Innenstadt Mittelstraße 29 (Lage)                                                 | Barockes Typenhaus, ohne rechten Seitenflügel                                                                                 | | Barockes Typenhaus, ohne rechten Seitenflügel |
| 09155677 | Nördliche Innenstadt Mittelstraße 30 (Lage)                                                 | Barockes Typenhaus, ohne rechten Seitenflügel                                                                                 | | Barockes Typenhaus, ohne rechten Seitenflügel |
| 09155678 | Nördliche Innenstadt Mittelstraße 31 (Lage)                                                 | Barockes Typenhaus, ohne rechten Seitenflügel                                                                                 | | Barockes Typenhaus, ohne rechten Seitenflügel |
| 09155679 | Nördliche Innenstadt Mittelstraße 32 (Lage)                                                 | Barockes Typenhaus, ohne Seitenflügel und Quergebäude                                                                         | | Barockes Typenhaus, ohne Seitenflügel und Quergebäude |
| 09155680 | Nördliche Innenstadt Mittelstraße 33 (Lage)                                                 | Barockes Typenhaus, ohne Seitenflügel                                                                                         | | Barockes Typenhaus, ohne Seitenflügel |
| 09155681 | Nördliche Innenstadt Mittelstraße 34 (Lage)                                                 | Barockes Typenhaus, Doppelhaus, ohne rechten Seitenflügel                                                                     | | Barockes Typenhaus, Doppelhaus, ohne rechten Seitenflügel |
| 09155682 | Nördliche Innenstadt Mittelstraße 35 (Lage)                                                 | Barockes Typenhaus, ohne Seitenflügel                                                                                         | | Barockes Typenhaus, ohne Seitenflügel |
| 09155683 | Nördliche Innenstadt Mittelstraße 36 (Lage)                                                 | Barockes Typenhaus, ohne Seitenflügel                                                                                         | | Barockes Typenhaus, ohne Seitenflügel |
| 09155684 | Nördliche Innenstadt Mittelstraße 37 (Lage)                                                 | Barockes Typenhaus, einschließlich des linkes Seitenflügels                                                                   | | Barockes Typenhaus, einschließlich des linkes Seitenflügels |
| 09155685 | Nördliche Innenstadt Mittelstraße 38 (Lage)                                                 | Barockes Typenhaus, ohne Seitenflügel                                                                                         | | Barockes Typenhaus, ohne Seitenflügel |
| 09155686 | Nördliche Innenstadt Mittelstraße 39 (Lage)                                                 | Barockes Typenhaus, ohne Seitenflügel                                                                                         | | Barockes Typenhaus, ohne Seitenflügel |
| 09155687 | Nördliche Innenstadt Mittelstraße 40 (Lage)                                                 | Barockes Typenhaus, ohne rechten Seitenflügel                                                                                 | | Barockes Typenhaus, ohne rechten Seitenflügel |
| 09155688 | Nördliche Innenstadt Mittelstraße 41 (Lage)                                                 | Barockes Typenhaus, ohne Quergebäude                                                                                          | | Barockes Typenhaus, ohne Quergebäude |
| 09155689 | Nördliche Innenstadt Mittelstraße 42 (Lage)                                                 | Barockes Typenhaus | | Barockes Typenhaus |
| 09155690 | Nördliche Innenstadt Mittelstraße 43 (Lage)                                                 | Barockes Typenhaus, ohne Quergebäude                                                                                          | | Barockes Typenhaus, ohne Quergebäude |
| 09155974 | Babelsberg Nord Mühlenstraße 5 (Lage)                                                       | Kolonistenhaus in der Kolonie Nowawes                                                                                         | | Kolonistenhaus in der Kolonie Nowawes |
| 09155975 | Babelsberg Nord Mühlenstraße 8 (Lage)                                                       | Kolonistenhaus in der Kolonie Nowawes                                                                                         | | Kolonistenhaus in der Kolonie Nowawes |
| 09155976 | Babelsberg Nord Mühlenstraße 13 (Lage)                                                      | Kolonistenhaus in der Kolonie Nowawes                                                                                         | | Kolonistenhaus in der Kolonie Nowawes |
| 09155977 | Babelsberg Nord Mühlenstraße 14, 15 (Lage)                                                  | Kolonistenhaus in der Kolonie Nowawes                                                                                         | | Kolonistenhaus in der Kolonie Nowawes |
| 09155978 | Babelsberg Nord Mühlenstraße 18, 19 (Lage)                                                  | Kolonistenhaus in der Kolonie Nowawes                                                                                         | Das Haus im Bild ist die Nummer 19. | Kolonistenhaus in der Kolonie Nowawes |
| 09155980 | Babelsberg Nord Mühlenstraße 20, 21 (Lage)                                                  | Kolonistenhaus in der Kolonie Nowawes                                                                                         | | Kolonistenhaus in der Kolonie Nowawes |
| 09155981 | Babelsberg Nord Mühlenstraße 21a (Lage)                                                     | Kolonistenhaus in der Kolonie Nowawes                                                                                         | | Kolonistenhaus in der Kolonie Nowawes |
| 09155982 | Babelsberg Nord Mühlenstraße 23 (Lage)                                                      | Kolonistenhaus in der Kolonie Nowawes                                                                                         | | Kolonistenhaus in der Kolonie Nowawes |